# Moruga doddi
Moruga doddi is een spinnensoort uit de familie Barychelidae. De soort komt voor in Queensland.